# خرس دارچینی

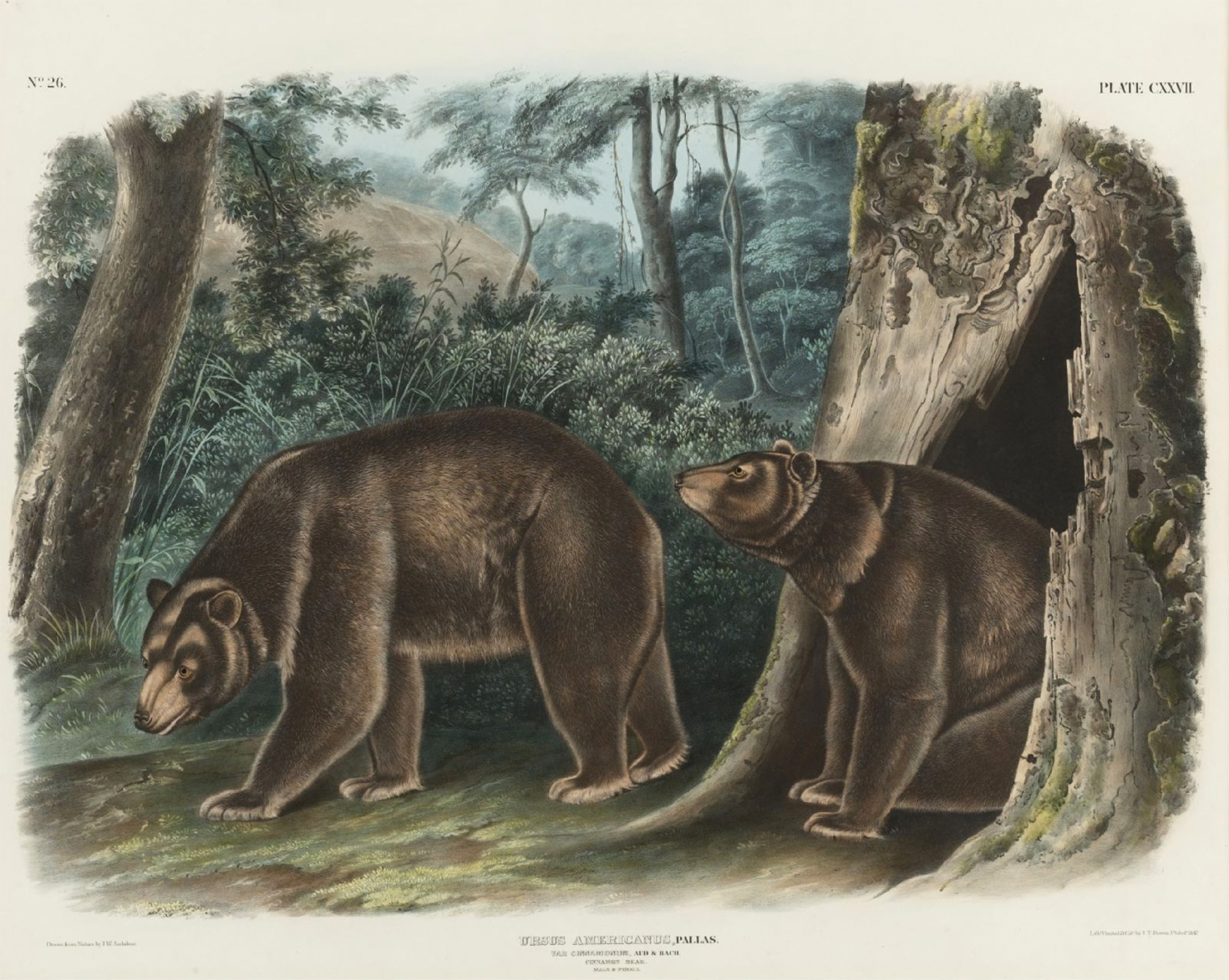

خرس دارچینی (نام علمی: Ursus americanus cinnamomum) نام یک زیرگونه از گونه خرس سیاه آمریکایی است.